# Swapnil Kusale
Swapnil Kusale (Marathi स्वप्नील कुसळे; * 6. August 1995 in Kambalwadi, Kolhapur) ist ein indischer Sportschütze.

## Erfolge
Swapnil Kusale gewann 2022 bei den Weltmeisterschaften in Kairo mit der Mannschaft im Dreistellungskampf mit dem Kleinkalibergewehr die Bronzemedaille. Ein Jahr darauf wurde er in Changwon bei den Asienmeisterschaften in derselben Disziplin Zweiter. Bei den 2023 ausgetragenen Asienspielen 2022 in Hangzhou wurde Kusale wiederum im Mannschaftswettkampf im Dreistellungskampf mit dem Kleinkalibergewehr Dritter. 2024 gelang ihm in dieser Disziplin in Jakarta der Titelgewinn bei den Asienmeisterschaften.
Bei den Olympischen Spielen 2024 in Paris startete Kusale im Dreistellungskampf mit dem Kleinkalibergewehr. Mit 590 Punkten in der Vorrunde qualifizierte er sich als Siebter für das Finale. Dieses schloss er mit 451,4 Punkten auf dem dritten Platz ab, womit er hinter dem siegreichen Chinesen Liu Yukun sowie Serhij Kulisch aus der Ukraine die Bronzemedaille gewann.
Zu Jahresbeginn 2025 erhielt er für seine sportlichen Erfolge den Arjuna Award. Er ist bei Indian Railways angestellt.